# Brogniartia
Brogniartia é um género botânico pertencente à família Fabaceae.
A autoridade do género é Walp., tendo sido publicado em Repert. 2: 858. 1843.